# Dolina Miętusia

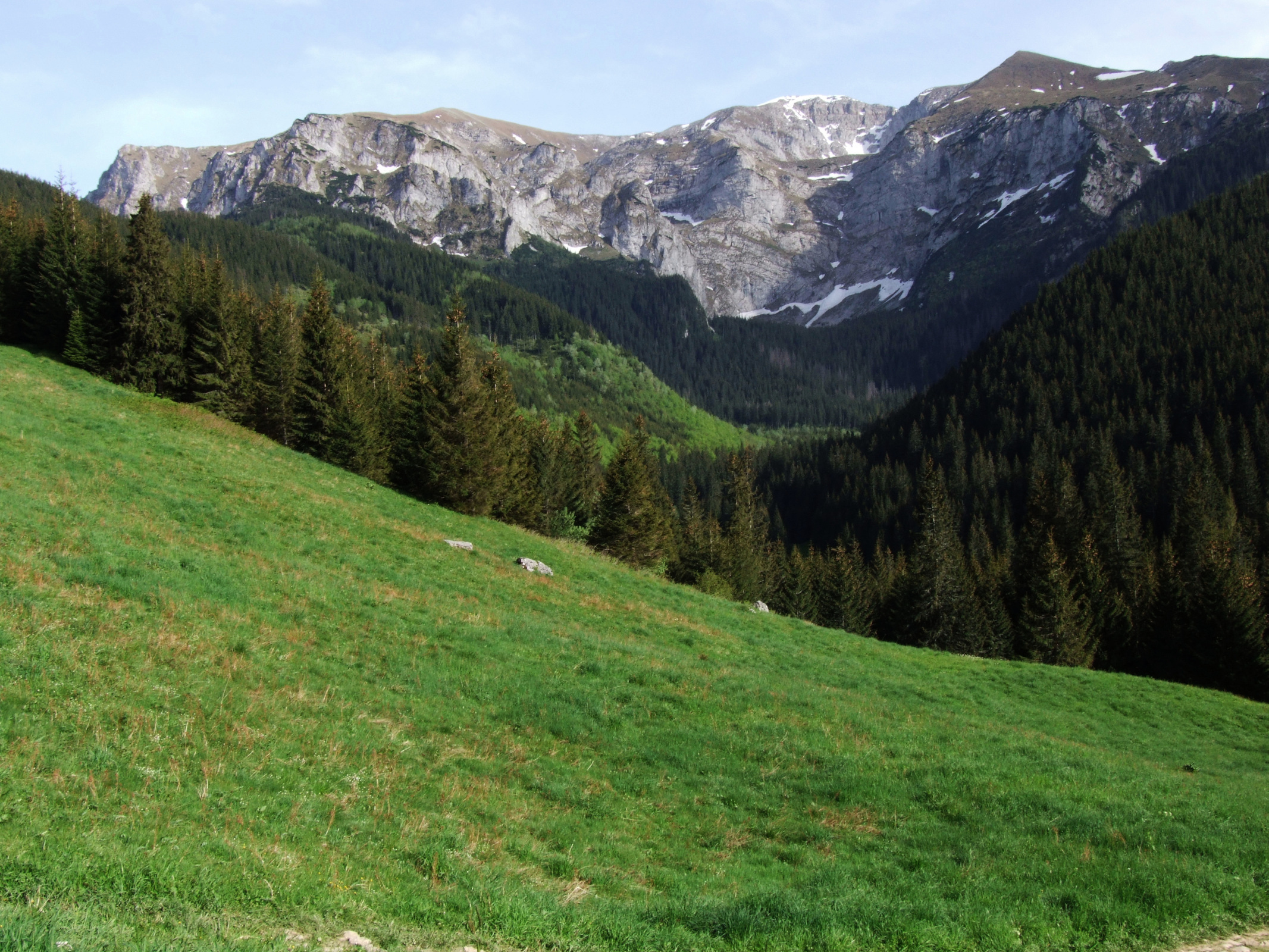
Widok na Czerwone Wierchy z Miętusiej Polany

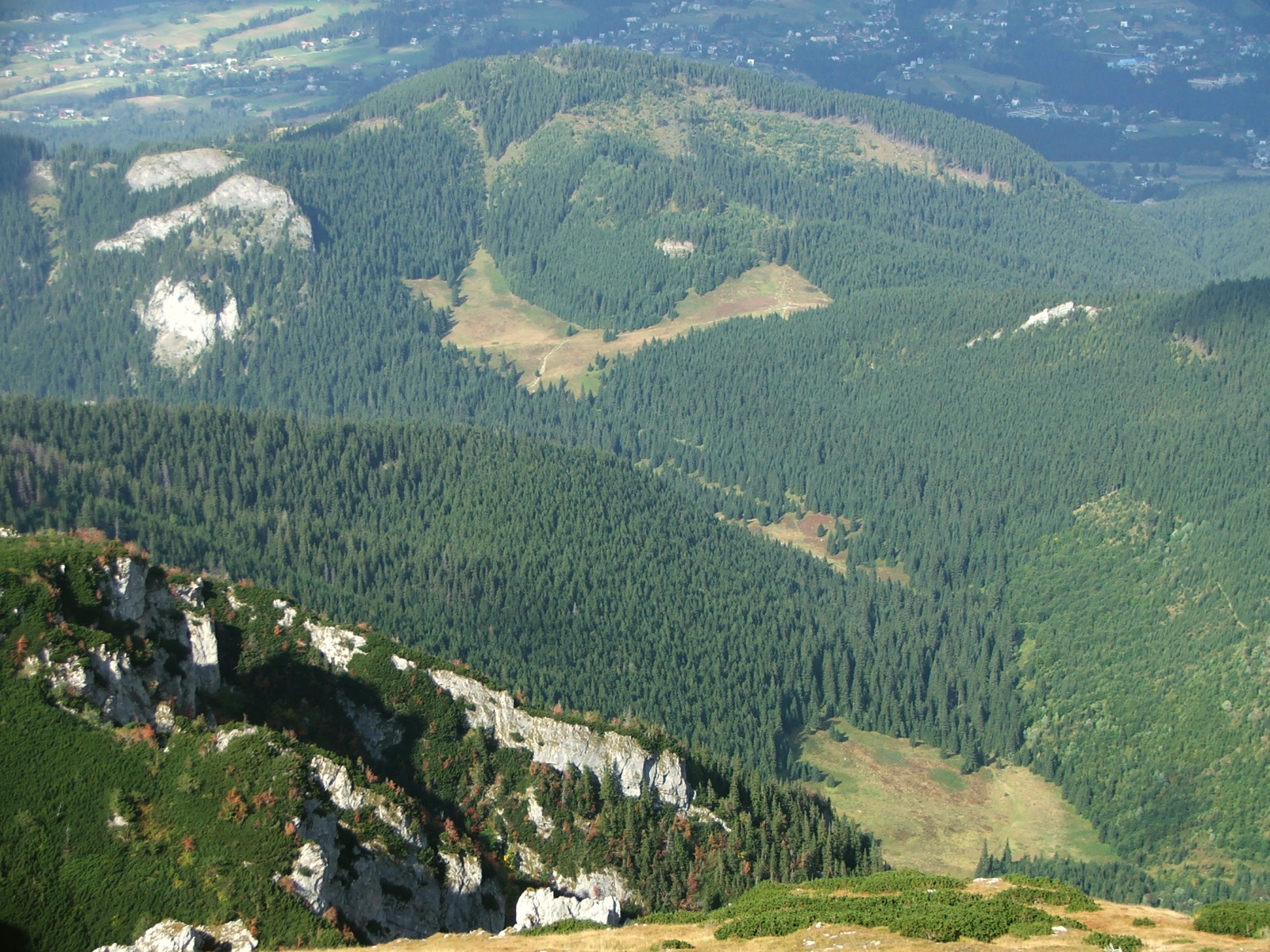
Dolina Miętusia. W głębi Hruby Regiel

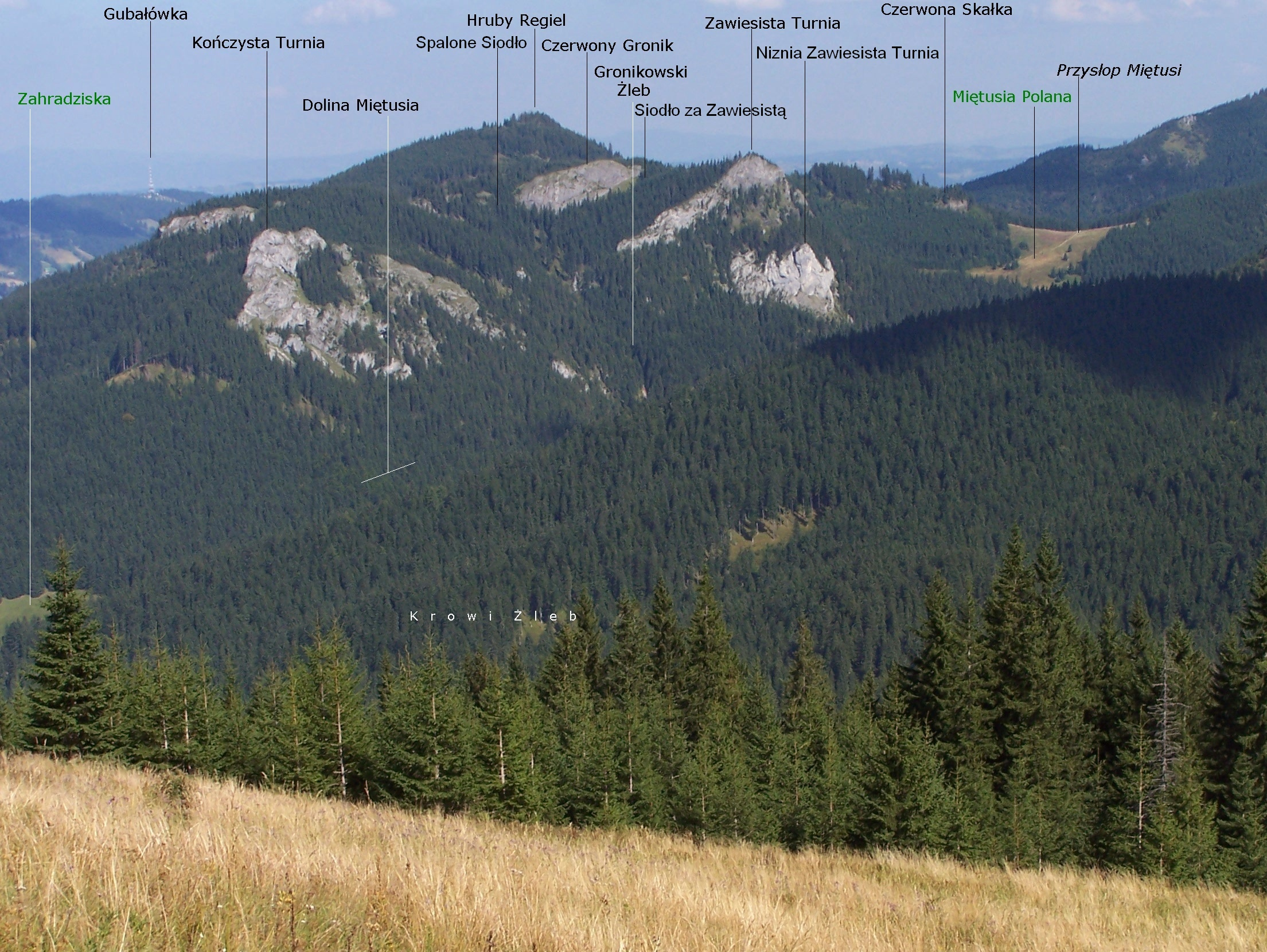
Dolna część Doliny Miętusiej

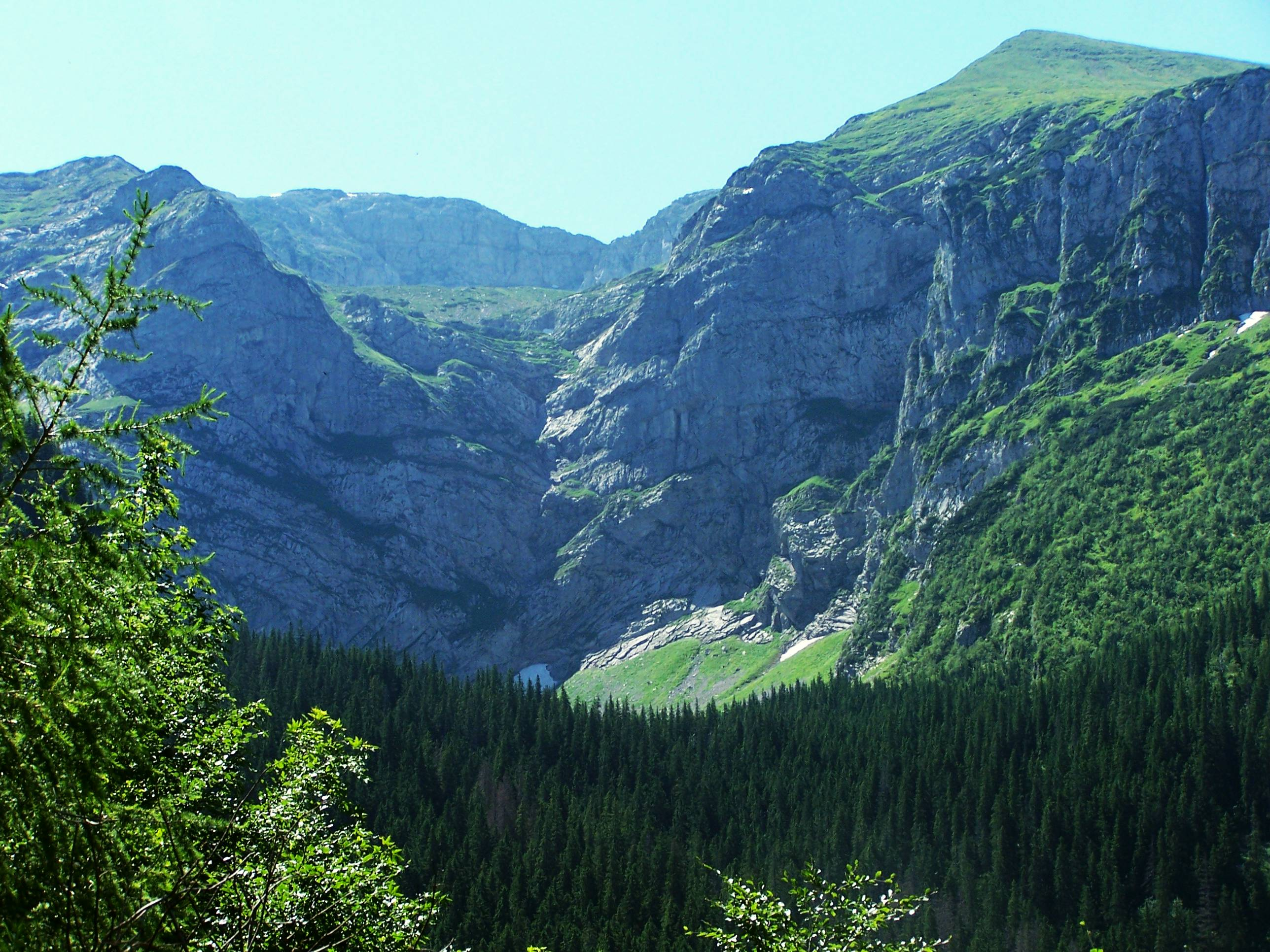
Wielka Świstówka

Dolina Miętusia – boczna, największa odnoga Doliny Kościeliskiej w polskich Tatrach Zachodnich. Ma powierzchnię ok. 6 km² i długość ok. 4,5 km.

## Topografia
Obydwie doliny łączą się z sobą w miejscu połączenia się potoków spływających ich dnem, nieco powyżej Wyżniej Kiry Miętusiej, na wysokości 947 m n.p.m.
Granice Doliny Miętusiej wyznaczają trzy granie: północno-zachodnia grań Ciemniaka, główna grań Tatr na odcinku od Ciemniaka do Małołączniaka oraz północno-zachodnia grań Małołączniaka biegnąca poprzez Czerwony Gronik do Kończystej Turni. Najniższa część doliny ma mniej więcej równoleżnikowy przebieg i jest typową doliną rzeczną. Przy dolnym końcu Niżniej Miętusiej Równi dolina zmienia kierunek na południowo-wschodni. Zmienia się również jej charakter. Od tego bowiem w przybliżeniu miejsca dolinę modelowały lodowce, które utworzyły trzy piętra oddzielone od siebie mniej lub bardziej wyraźnymi progami:
- pierwsze piętro tworzy Niżnia i Wyżnia Miętusia Rówień,
- drugie piętro tworzy lodowcowy kocioł Wielka Świstówka,
- trzecie piętro to dwie bliźniacze dolinki wiszące: Dolina Litworowa i Dolina Mułowa[1].

Oprócz tego dolina ma kilka bocznych odgałęzień. W orograficznie prawych zboczach w kolejności od dołu w górę są to: Gronikowski Żleb, Wodniściak, Kobylarzowy Żleb, w orograficznie lewych zboczach zaś, w kolejności od góry w dół: Mała Świstówka, Wołowy Żleb, Szeroki Żleb, Krowi Żleb.

## Przyroda
Niemal cała dolina zbudowana jest ze skał osadowych – dolomitów i wapieni. Jedynie szczyt Małołączniaka oraz Twardy Grzbiet przykrywają skały krystaliczne. Wskutek takiego podłoża w dolinie rozwinięte są zjawiska krasowe, m.in. przepływ wód podziemnymi szczelinami, wywierzyska, zanikanie wód i liczne jaskinie. Stały Miętusi Potok pojawia się dopiero przy północnym końcu Wyżniej Miętusiej Równi. Uchodzi do Kościeliskiego Potoku. Boczne dolinki i żleby są przeważnie suche. Do największych jaskiń należą: Jaskinia Mała w Mułowej, Jaskinia Kozia, Ptasia Studnia, Jaskinia Miętusia, Studnia w Kazalnicy. Flora bogata gatunkowo. M.in. stwierdzono tutaj występowanie bardzo rzadkich w Polsce roślin – skalnicy zwisłej i storzana bezlistnego (ostatnio nie potwierdzono jego występowania, na opisanym stanowisku wyginął). Z rzadkich roślin występują także skalnica tatrzańska, ostróżka tatrzańska, kostrzewa tatrzańska, ostrołódka karpacka, rzadki w Tatrach zimoziół północny (tylko 2 stanowiska) i mącznica lekarska (w Tatrach tylko kilka stanowisk).

## Historia
Nazwa doliny pochodzi od sołtysów Miętusów z Cichego, którzy pod koniec XVI wieku od króla Zygmunta III Wazy otrzymali pastwiska. Znaczną część doliny obejmowały tereny Hali Miętusiej, do której należało 5 polan: Wyżnia i Niżnia Miętusia Rówień, Miętusia Polana, Jaworzynka Miętusia, Zahradziska. W około 10 lat po utworzeniu Tatrzańskiego Parku Narodowego wypas zniesiono i dawniej trawiaste tereny stopniowo zarastają. Po 1980 roku ponownie wprowadzono tzw. wypas kulturowy, ale tylko na polanie Zahradziska. Miała też Dolina Miętusia, jak wiele innych miejsc w Tatrach, przeszłość górniczą. Do 1800 r. wydobywano tu ubogie rudy żelaza, zwożone hawiarską drogą do Kuźnic. Były to m.in. sztolnie Fortuna, Przysłop i Wantula.

## Szlaki turystyczne
– dolną częścią doliny prowadzi czarny szlak, odcinek Ścieżki nad Reglami z Doliny Małej Łąki do Doliny Kościeliskiej. Czas przejścia z Przysłopu Miętusiego do Doliny Kościeliskiej: 40 min, ↑ 50 min
 – niebieski szlak, tzw. hawiarska droga z Gronika przez Przysłop Miętusi i Czerwony Grzbiet na Małołączniaka. Od Przysłopu Miętusiego niebieski szlak prowadzi wschodnimi zboczami Miętusiej Doliny, poniżej grzbietu Skoruśniaka.
- Czas przejścia z Gronika na Przysłop Miętusi: 1 h, ↓ 45 min
- Czas przejścia z przełęczy na Małołączniak: 3 h, ↓ 2:15 h